# Castlevania Legends
Castlevania Legends és la tercera i última aparició de la saga Castlevania en la Game Boy original. El joc va ser llançat en Japó el 27 de novembre de 1997 i en Estats Units l'11 de març del 1998. El seu nom original en japonès és Devil's Castle Dracula: Dark Night Prelude (悪魔城ドラキュラ漆黒たる前奏曲 Akumajō Dracula: Shikkoku Taru Zensōkyoku).

## Història
En una remota àrea de la província Warakiya (Valàquia), una xiqueta posseïdora de poders especials ha nascut. Conforme va creixent els seus poders es van intensificant més i més, i estan destinats cap a un propòsit. La seua vida va canviar totalment a l'edat de 17 anys quan coneix a Alucard, el misteriós i oblidat fill de Dràcula. Un temps després de complir els 17 anys, la primera dels llegendaris Belmont, Sonia, va formar una unió amb Alucard, que havia estat investigant les accions del seu pare. Sonia havia estat entrenada pel seu oncle, però Alucard en reconèixer les seues impressionants habilitats, l'ajuda a completar entrenament i és en aquest moment quan aquest li revela el seu pla: posar fi al regnat de terror i foscor del seu pare, confrontar-lo i destronar-lo d'una vegada per sempre; Alucard queda impressionat quan Sonia li revela que també tenia les mateixes intencions usant tots els seus poders especials per a acabar amb el Príncep de les Tenebres així que els dos s'embarquen en la croada. Una cosa és segura, Dràcula no permetria per cap motiu que una dona ho detinguera. A través de la seua aventura, Sonia va adquirint l'habilitat d'absorbir les ànimes i els poders dels caps derrotats així que recol·lecta i aprèn a manejar 5 ítems especials: el destral, la daga, l'aigua beneïda, la creu i el paralitzador del temps. Aquestes eines amb el passar de les generacions es convertiran en relíquies de la família Belmont.
Tot i haver fet un tracte, quan Alucard la va trobar dins de la guerra que s'havia iniciat, aquest va voler persuadir-la d'abandonar la seua missió per a evitar que isquera llastimada; quan aquesta es va negar Alucard va decidir provar-la a través d'un combat. Sentint el poder del seu fuet, Sonia va vèncer a Alucard així que aquest la deixa enfrontar-se al seu pare ajudant-la en l'única forma que el coneix, submergint els seus poders foscs i posant-se a si mateix en un estat de descans per a fer desaparèixer la seua sang maleïda de la faç de la terra. No obstant això, va prometre que despertaria del seu descans una vegada que el seu pare ressuscitara de nou.
Malgrat els seus forts sentiments per Alucard i de la profunda tristesa que va sentir per perdre'l, ella es va dirigir finalment a la seua trobada amb el Comte. Després d'una llarga i cruenta batalla, Sonia resulta victoriosa. Dràcula jura tornar un dia, que mentre haja maldat en el món, el seu nom serà sol·licitat. Sonia a l'escoltar aquest missatge proclama que sempre hi hauria algú preparat per a lluitar contra la maldat sense importar que haja de tornar a usar el seu fuet.
La sang que correria per les seues venes els faria més forts que qualsevol altre ésser humà, fins i tot més poderosa que la de la resta de Caça Vampirs. Tots els Belmonts futurs tindran la mateixa habilitat natural i les armes a usar, especialment el fuet sagrat, sense importar que en el transcurs de les seues vides mai hàgen d'utilitzar-los.

## Joc
El jugador comença amb tres vides, després que el joc ha acabat, però pot continuar des del principi de l'última etapa que haja mort. Hi ha també una puntuació de "hits", mostrant quants enemics han estat derrotats en cada etapa. Al trencar les veles es pot millorar el fuet. En el joc no hi ha sub-armes, a diferència de la majoria dels títols de Castlevania, i depèn en gran manera de l'ús de la màgia, que és altra característica única. El sistema de màgia utilitzada es basa en cinc "armes-ànimes": foc, gel, saint, vent, i màgia. Els cors s'utilitzen com moneda per a adquirir armes. Sonia també pot realitzar un "Burning Mode", on es converteix en invencible, es mou més ràpid, i té atacs més poderosos, encara que aquest poder només pot utilitzar-se una vegada per nivell.